# Minewci
Minewci (bułg. Миневци) – wieś w Bułgarii, w obwodzie Wielkie Tyrnowo, w gminie Elena. W 2024 roku liczyła 1 mieszkańca.